# تسیشانوویتسه (استان اوپوله)
تسیشانوویتسه (به لهستانی: Cieszanowice) یک منطقهٔ مسکونی در لهستان است که در گمینا کامیننگک واقع شده‌است.